# Puccinia kakamariensis
Puccinia kakamariensis ist eine Ständerpilzart aus der Ordnung der Rostpilze (Pucciniales). Der Pilz ist ein Endoparasit der Süßgrasgattung Sporobolus. Symptome des Befalls durch die Art sind Rostflecken und Pusteln auf den Blattoberflächen der Wirtspflanzen. Sie kommt südlich der Sahara vor.

## Merkmale

### Makroskopische Merkmale
Puccinia kakamariensis ist mit bloßem Auge nur anhand der auf der Oberfläche des Wirtes hervortretenden Sporenlager zu erkennen. Sie wachsen in Nestern, die als gelbliche bis braune Flecken und Pusteln auf den Blattoberflächen erscheinen.

### Mikroskopische Merkmale
Das Myzel von Puccinia kakamariensis wächst wie bei allen Puccinia-Arten interzellulär und bildet Saugfäden, die in das Speichergewebe des Wirtes wachsen. Aecien oder Spermogonien der Art sind nicht bekannt. Die gelblichen Uredien des Pilzes wachsen beid- oder unterseitig auf den Blättern des Wirts. Ihre hyalinen Uredosporen sind ellipsoid bis birnenförmig, 20–24 × 17–20 µm groß und fein stachelwarzig. Die beidseitig wachsenden Telien der Art sind schwarzbraun, pulverig und früh unbedeckt. Die haselnussbraunen Teliosporen sind zweizellig, bisweilen längsseptiert, in der Regel langellipsoid bis ellipsoid und 32–42 × 22–26 µm groß. Ihre Stiele sind fast farblos und bis zu 150 µm lang.

## Verbreitung
Das bekannte Verbreitungsgebiet von Puccinia kakamariensis umfasst Afrika südlich der Sahara.

## Ökologie
Die Wirtspflanzen von Puccinia kakamariensis sind diverse Sporobolus-Arten. Der Pilz ernährt sich von den im Speichergewebe der Pflanzen vorhandenen Nährstoffen, seine Sporenlager brechen später durch die Blattoberfläche und setzen Sporen frei. Die Art verfügt über einen Entwicklungszyklus, von dem bislang lediglich Telien und Uredien sowie deren Wirt bekannt sind; Spermogonien und Aecien konnten dem Pilz nicht zugeordnet werden.